# Campionati dell'Unione Pedestre Italiana 1899
I II campionati dell'Unione Pedestre Italiana si tennero il 1º ottobre 1899 a Torino. Le gare brevi si corsero presso l'ippodromo della Barriera di Stupinigi, mentre la gara di resistenza e quella di marcia, della lunghezza di 35 km, si corsero su un percorso da Torino a None e ritorno.
Il programma prevedeva in tutto quattro gare, riservate ad atleti uomini. Rispetto all'edizione dell'anno precedente, fu aggiunta la corsa sulla distanza del miglio. 

## Risultati
| Specialità   | Oro                                  | Prestazione   | Argento                            | Prestazione | Bronzo                                    | Prestazione |
| 100 m        | Umberto Colombo SEF Mediolanum       | 12"0          | Giovanni Botto Juventus Torino     | n/d         | Giuseppe Tarella Atalanta Torino          | n/d         |
| Miglio       | Francesco Stobbione Atalanta Torino  | 4'57" o 4'56" | Emilio Banfi Club Podistico Milano | n/d         | Oreste Canuto Sport Club Audace Torino    | n/d         |
| 35 km        | Ettore Zilia Forza e Coraggio Milano | 2h35'40"      | Edoardo Oderio Olympia Torino      | 2h56'15"    | Giovanni Cerutti Atalanta Torino          | 3h19'20"    |
| Marcia 35 km | Giuseppe Subrile Atalanta Torino     | 3h39'48"      | Giovanni Spada Atalanta Torino     | 3h43'15"    | Giovanni Menardi Sport Club Audace Torino | 3h44'15"    |